# Episodi di Angie (seconda stagione)
La seconda stagione della serie televisiva Angie è stata trasmessa in anteprima negli Stati Uniti d'America dalla ABC tra l'11 settembre 1979 e il 4 settembre 1980.
| nº | Titolo originale                               | Titolo italiano | Prima TV USA      | Prima TV Italia |
| -- | ---------------------------------------------- | --------------- | ----------------- | --------------- |
| 1  | Angie's Old Friends                            |                 | 11 settembre 1979 |                 |
| 2  | The First Separation                           |                 | 18 settembre 1979 |                 |
| 3  | Moving Day                                     |                 | 25 settembre 1979 |                 |
| 4  | Marie's Crush                                  |                 | 2 ottobre 1979    |                 |
| 5  | The Gift                                       |                 | 23 ottobre 1979   |                 |
| 6  | The Thief                                      |                 | 30 ottobre 1979   |                 |
| 7  | Vinnie's Return                                |                 | 6 novembre 1979   |                 |
| 8  | Uncle Cheech                                   |                 | 13 novembre 1979  |                 |
| 9  | Family Feud                                    |                 | 20 novembre 1979  |                 |
| 10 | Harvey's Mother                                |                 | 27 novembre 1979  |                 |
| 11 | Mary, Mary Marries                             |                 | 4 dicembre 1979   |                 |
| 12 | The Gambler                                    |                 | 11 dicembre 1979  |                 |
| 13 | Coffee Wars                                    |                 | 18 dicembre 1979  |                 |
| 14 | Angie and Brad's Close Encounter               |                 | 14 gennaio 1980   |                 |
| 15 | Beauty Parlor                                  |                 | 21 gennaio 1980   |                 |
| 16 | Theresa's Gigolo                               |                 | 4 febbraio 1980   |                 |
| 17 | Marie Moves Out                                |                 | 11 febbraio 1980  |                 |
| 18 | Brad's Best Buddy                              |                 | 12 aprile 1980    |                 |
| 19 | February Fever                                 |                 | 19 aprile 1980    |                 |
| 20 | The President's Coming, the President's Coming |                 | 26 aprile 1980    |                 |
| 21 | The Kid Down the Block                         |                 | 31 luglio 1980    |                 |
| 22 | Friends in Need                                |                 | 7 agosto 1980     |                 |
| 23 | Angie and the Doctor                           |                 | 28 agosto 1980    |                 |
| 24 | Angie and Joyce Go to Jail                     |                 | 4 settembre 1980  |                 |